# Frankrikes Grand Prix 1962
Frankrikes Grand Prix 1962 var det fjärde av nio lopp ingående i formel 1-VM 1962.

## Resultat
1. Dan Gurney, Porsche, 9 poäng
2. Tony Maggs, Cooper-Climax, 6
3. Richie Ginther, BRM, 4
4. Bruce McLaren, Cooper-Climax, 3
5. John Surtees, Reg Parnell (Lola-Climax), 2
6. Carel Godin de Beaufort, Ecurie Maarsbergen (Porsche), 1
7. Maurice Trintignant, R R C Walker (Lotus-Climax)
8. Trevor Taylor, Lotus-Climax
9. Graham Hill, BRM

### Förare som bröt loppet
- Joakim Bonnier, Porsche (varv 43, bränslesystem)
- Jim Clark, Lotus-Climax (34, upphängning)
- Jackie Lewis, Ecurie Galloise (Cooper-Climax) (28, olycka)
- Roy Salvadori, Reg Parnell (Lola-Climax) (21, oljetryck)
- Masten Gregory, BRP (Lotus-BRM) (15, överhettning)
- Jack Brabham, Brabham (Lotus-Climax) (11, upphängning)
- Jo Siffert, Ecurie Filipinetti (Lotus-BRM) (6, koppling)
- Innes Ireland, BRP (Lotus-Climax) (1, punktering)